# Zabłocie, Hạt Słupsk
Zabłocie [zaˈbwɔt͡ɕe] (tiếng Đức: Buchwald) là một khu định cư ở khu hành chính của Gmina Ustka, thuộc Hạt Słupsk, Pomeranian Voivodeship, ở miền bắc Ba Lan. Nó nằm khoảng 9 kilômét (6 mi) phía tây nam của Ustka, 19 km (12 mi) phía tây Słupsk và 123 km (76 mi) phía tây thủ đô khu vực Gdańsk.
Trước năm 1945, khu vực này là một phần của Đức. Đối với lịch sử của khu vực, xem Lịch sử của Pomerania.
Khu định cư có dân số 12 người.